# Wabasha County
Wabasha County är ett administrativt område i delstaten Minnesota i USA. År 2000 hade countyt 21 610 invånare. Den administrativa huvudorten (county seat) är Wabasha.

## Politik
Wabasha County tenderar att rösta republikanskt. Republikanernas kandidat har vunnit countyt i samtliga presidentval under 2000-talet. Även historiskt har det varit ett starkt fäste för republikanerna. I valet 2016 vann republikanernas kandidat med 59,1 procent av rösterna mot 32,7 för demokraternas kandidat, vilket gör detta till den största segern i countyt för en kandidat sedan valet 1972.

## Geografi
Enligt United States Census Bureau har countyt en total area på 1 424 km². 1 360 km² av den arean är land och 64 km² är vatten.

### Angränsande countyn
- Pepin County, Wisconsin - nordost
- Buffalo County, Wisconsin - öst
- Winona County - sydost
- Olmsted County - söder
- Goodhue County - väst, nordväst

### Orter
- Elgin
- Hammond
- Kellogg
- Lake City (delvis i Goodhue County)
- Millville
- Plainview
- Wabasha (huvudort)